# Soodla (Fluss)
Der Fluss Soodla (estnisch Soodla jõgi) ist ein Fluss im Norden Estlands. Ein weiterer Name des Flusses ist Suudla jõgi.
Der Soodla jõgi entspringt etwa 5 km südöstlich des Dorfs Ambla im Moor von Karkuse. Er mündet in den Fluss Jägala, dessen größter Zufluss er ist. Der Soodla jõgi ist 75 km lang. Sein Einzugsgebiet umfasst 236 km².